# Нива (журнал)

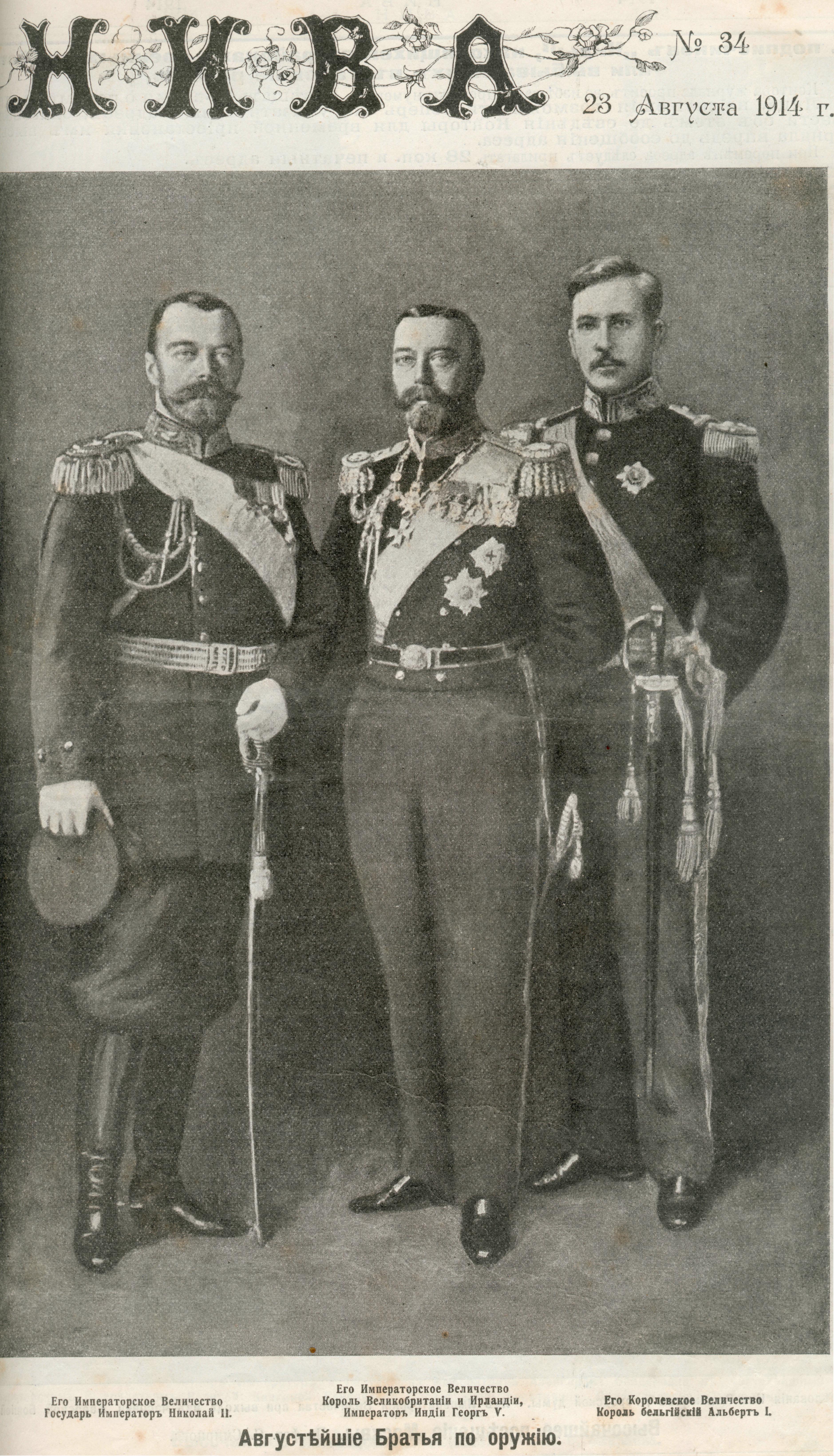
Обкладинка номеру 1914 р. на початку Першої світової війни

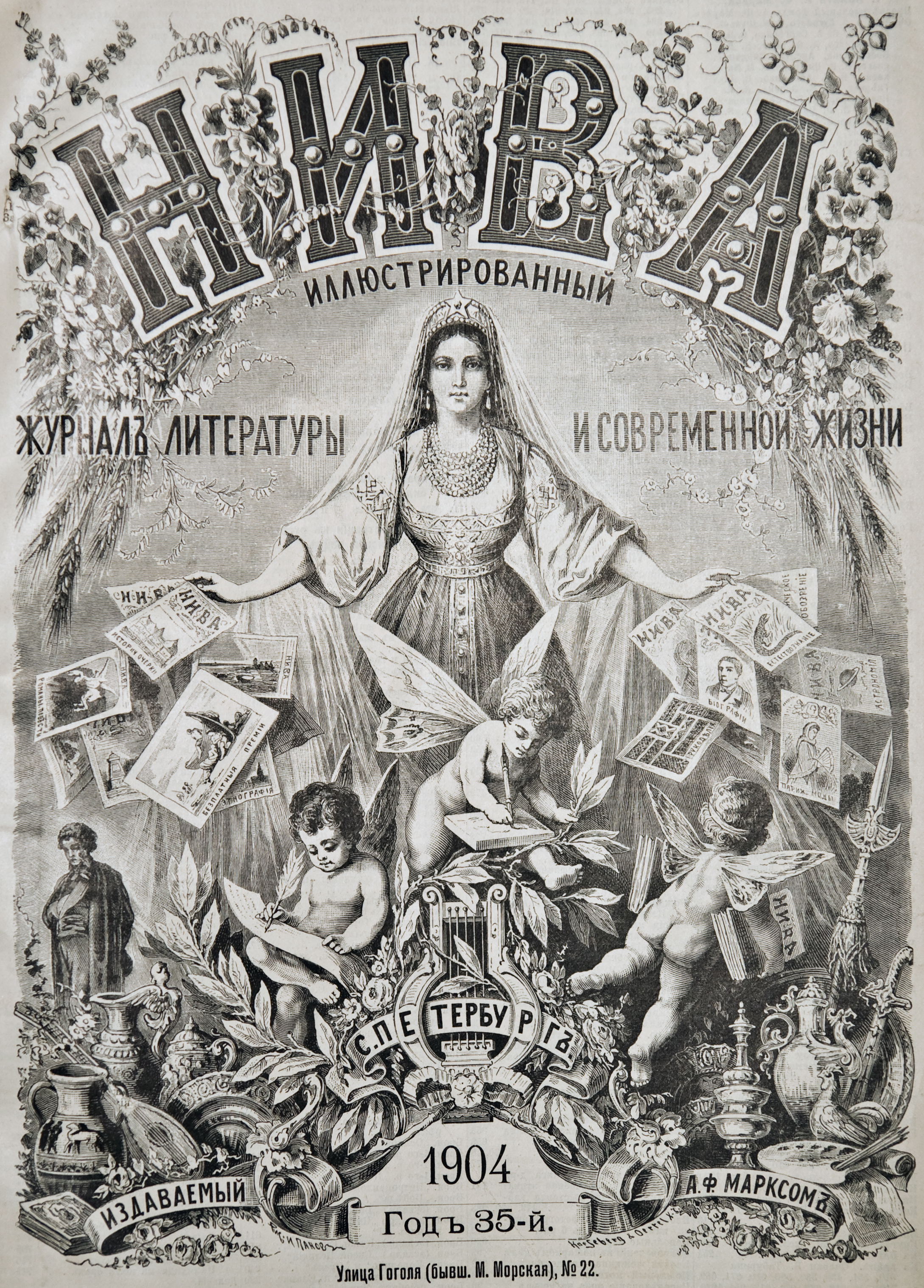
Обкладинка за 1904 рік

«Ни́ва» (рос. Нива) — популярний російський щотижневий журнал середини XIX — початку XX століття з додатками.
Видавався 48 років, з кінця 1869 року по вересень 1918 року у видавництві А. Ф. Маркса в Петербурзі.
Він представлений, як журнал для сімейного читання і був орієнтований на широке коло читачів. У виданні публікувалися літературні твори, історичні, науково-популярні та різні ювілейні нариси, репродукції і гравюри картин сучасних художників. Матеріали політичного і суспільного змісту давалися в «добромисному» дусі та супроводжувалися численними ілюстраціями — до початку XX століття зазвичай гравюрами, потім фотографічними оглядами.
Сторінки видань «Ниви», включаючи журнал і додатки, мали наскрізну нумерацію для подальшого брошурування річних комплектів, обкладинки до яких розсилалися редакцією. Таким чином, журнал номер один мав сторінку 1, а журнал номер 51 або 52 (останній в році) — сторінку 1200.

## Безплатні програми
Починаючи з 1891 року, як безплатний додаток до журналу видавалися зібрання творів відомих російських і іноземних авторів (зазвичай класиків, 12 книг літературних додатків в рік в хорошому оформленні), а також 12 книг «Збірника Ниви» в рік, олеографії, модні викрійки (журнал-додаток «Паризькі моди», 12 номерів на рік), календарі і художні альбоми. Завдяки високому рівню друкованих творів і низькою ціною передплати (станом на 1903 рік, один номер — 25 копійок без доставлення, 30 — з доставкою), журнал здобув популярність і мав найвищий тираж серед всіх журналів Росії.
Річна підписка в 1900-х роках на журнал, з усіма додатками, коштувала неправдоподібно дешево для друкованих видань: у Санкт-Петербурзі — 5,50 на рік, в Москві — 6,25, в Одесі — 6,50, по Росії 7 рублів і за кордон — 10 рублів.

## Успіх у читачів

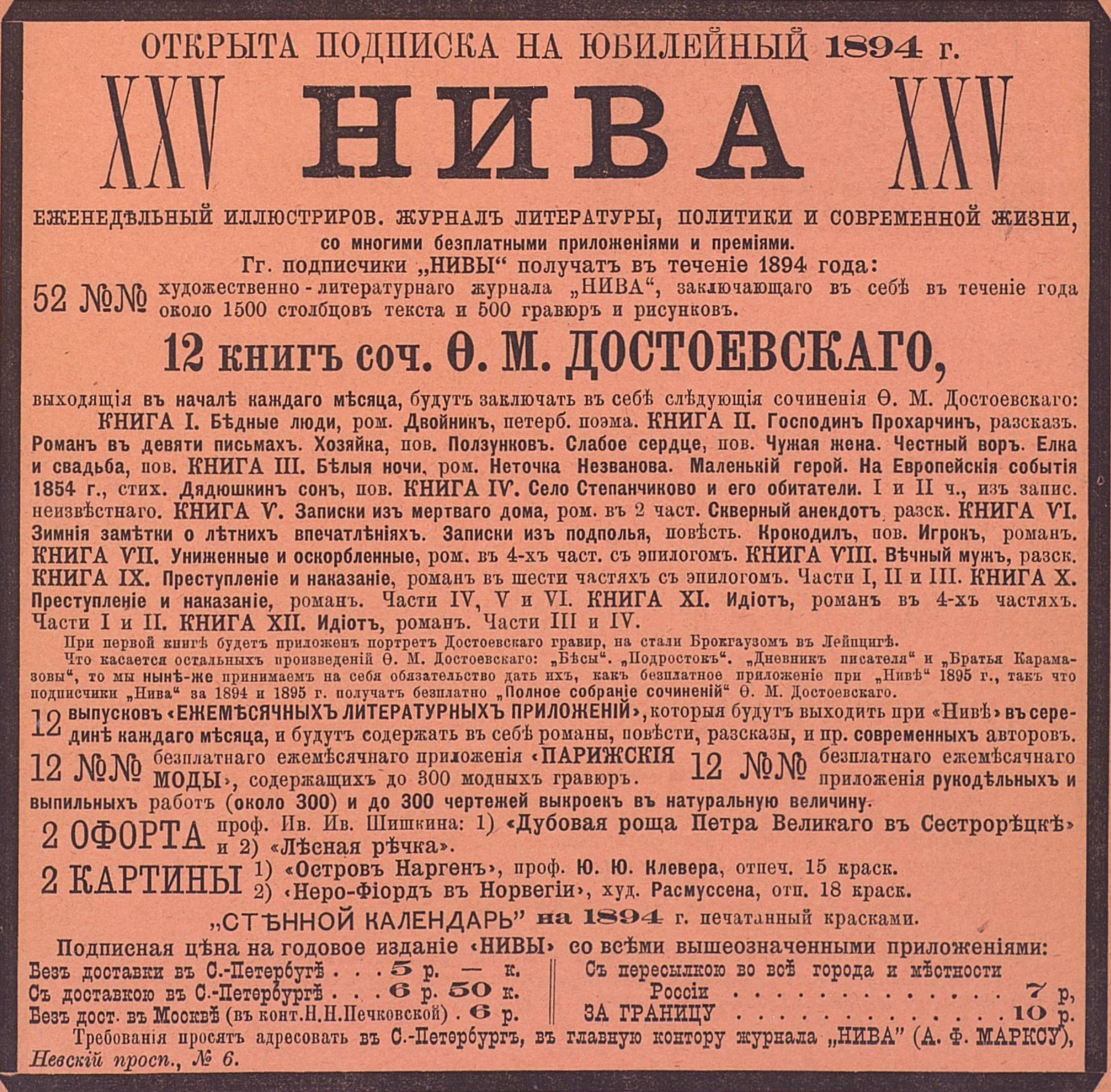
Реклама журналу, 1894 рік.

З перших років свого існування «Нива» була найпоширенішим ілюстрованим виданням. Вже в 1870 році тираж «Ниви» становив 9 тис. примірників, що у два рази більше, ніж тираж будь-якого популярного «товстого» щомісячника з солідним досвідом видання, чи то «Вітчизняні записки», «Російський вісник» або «Вісник Європи». Але це — видання свідомо дорогі. У «Ниви» інший читач, і вона випереджає за кількістю передплатників навіть щоденну пресу. Так в 1875 році розпродано 18 тисяч примірників, в 1877 році — 30 тисяч, а в 1894 році тираж досягав вже 170 тисяч примірників — в цей рік безкоштовним додатком до «Ниви» йшло зібрання творів Достоєвського.
| Рік  | Тираж           |
| ---- | --------------- |
| 1870 | 9 тис.          |
| 1875 | 18 тис.         |
| 1877 | 30 тис.         |
| 1878 | 43 тис.         |
| 1882 | 70 тис.         |
| 1884 | 90 тис.         |
| 1886 | 102 тис.        |
| 1891 | 115 тис.        |
| 1893 | 120 тис.        |
| 1894 | 170 тис.        |
| 1895 | більше 200 тис. |

Для Росії, де аж до кінця XIX століття 1 тисяча передплатників — звичайна справа, це був нечуваний успіх. Апофеоз «Ниви» — публікація роману Льва Толстого «Воскресіння». Для видавця неважливо, що підґрунтя публікації Львом Толстим, який до цього відмовляв майже всім журналам у праві друкувати свої твори, в комерційній зацікавленості Толстого: дохід від видання призначався для передачі канадським духоборам. У цьому (1895) році тираж журналу перевалив за 200 000 прим. Дивно, що численні ілюстровані журнали, які намагалися повторити комерційний успіх «Ниви», не витримували конкуренції. Така доля «Світової ілюстрації», «Огонька», «Живописного огляду», «Севера», «Родини», «Нови», «Всесвітньої панорами» і т. д.
Своєрідний рекорд дореволюційній Росії здобула «Нива» в 1904 році: в останній рік життя свого засновника А. Ф. Маркса вона набрала 275 тисяч передплатників — цей показник був дивним для тієї напівграмотної країни, якою була Росія на початку XX століття. Абсолютний рекорд популярності так і не вдалося перевершити жодному виданню в колишній Росії: найвищий тираж журналу «Gartenlaube» в 400 000 прим. припав на 1875 рік; в 1904 році за кількістю передплатників «Нива» поступалася тільки «Illustrated London News» (кол. «Penny Magazine»). До цього такий успіх знали лише поодинокі ілюстровані журнали Англії, Німеччини, Франції та США.
Роки революції внесли корективи в читацькі уподобання, але «Нива» як і раніше залишалася у своєму сегменті найпопулярнішою «ілюстрацією» аж до свого закриття новою владою у вересні 1918 року.

## Автори
У журналі друкувалися такі автори як: О. К. Толстой, Ф. І. Тютчев, П. А. Вяземський, Д. В. Григорович, К. К. Случевський, М. В. Успенський, Л. Н. Толстой, М. С. Лєсков, Г. П. Данилевский, А. А. Фет, А. М. Майков, А. П. Чехов, Яків Полонський, Володимир Соловйов, К. М. Станюкович, Д. Н. Мамін-Сибіряк, Мірра Лохвицька, О. О. Блок, С. О. Єсенін, Л. М. Андреєв, Максим Горький, Корній Чуковський, Анна Ахматова, Іван Бунін, Олександр Купрін, Осип Мандельштам, Петро Боборикін, Валерій Брюсов, Дмитро Мережковський, Георгій Іванов, Сергій Городецький, Георгій Чулков, Костянтин Бальмонт, Костянтин Фофанов, Михайло Кузмін, Микола Мінський, Микола Клюєв, Борис Садовський, Федір Сологуб, Теффі, Олександр Грін, Борис Савінков (В. Ропшин), Микола Гумільов, Ілля Еренбург, С. М. Сергєєв-Ценський, Олексій Ремізов, О. С. Серафимович, Микола Реріх, І. Ю. Рєпін, Ігор Грабар, А. Ф. Коні, В. Р. Щиглєв.
Але переліченими авторами коло письменників «Ниви» не вичерпується. Основними авторами журналу були все ж письменники, які не мали гучних імен, але були дуже популярні в специфічному колі читачів «Ниви»: Вас. Немирович-Данченко, В. Г. Авсєєнко, Ф. М. Берг, М. М. Волконський, П. П. Гнєдич, В. П. Клюшников, М. М. Каразін, В. В. Крестовський, Всеволод Соловйов, Є. А. Саліас, Д. І. Стахєєв, І. М. Потапенко, Є. Є. Ясинський, В. О. Тихонов, О. О. Тихонов, В. Я. Свєтлов.
Редакторами «Ниви» были В. П. Клюшников, Ф. М. Берг, М. М. Волконський, Д. І. Стахєєв, О. О. Тихонов, Р. І. Сементковський, В. Я. Свєтлов.

## Художники журналу
Серед художників журналу найбільшу популярність мали М. М. Каразін, Є. М. Бем, С. С. Соломко, І. С. Їжакевич, В. А. Табурін, О. П. Самокиш-Судковська, М. С. Самокиш, І. М. Павлов, І. Е. Грабар, Л. О. Пастернак та ін.

## Журнал «Нива» і російське просвітництво

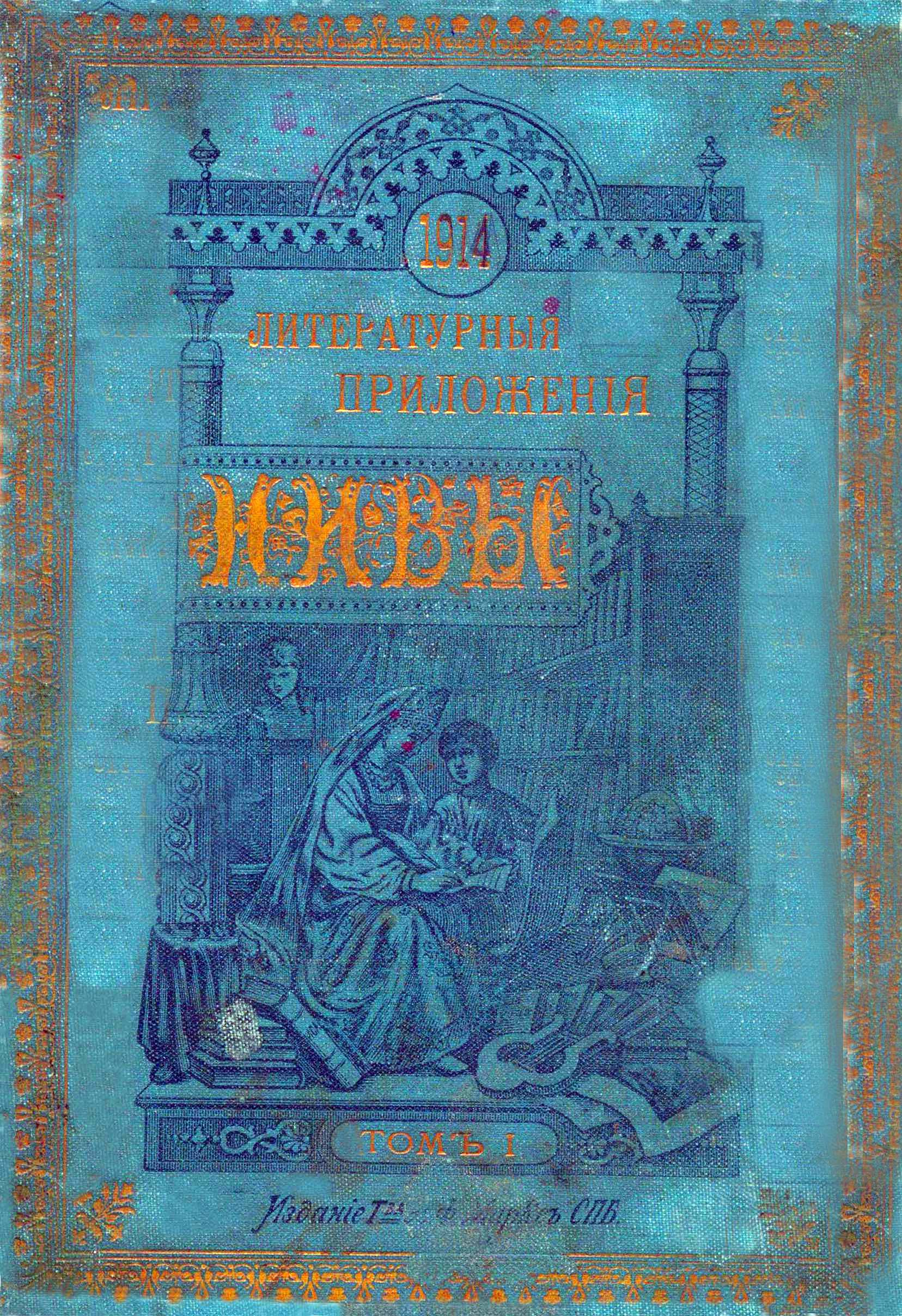
Обкладинка 1 томи літ. додатків 1914 рік а. Зображена друкарська дівчина в кокошнику («Альонка») і її брат («Іванушка») в бібліотеці в оточенні полиць з книгами і творів мистецтва

Журнал «Нива» був улюбленим дітищем А. Ф. Маркса, який очолював своє видавництво аж до своєї смерті в 1904 році. Всього за 48 років існування журналу було видано 2500 номерів і понад 50 мільйонів екземплярів безкоштовних додатків. Багато в чому завдяки «Ниві» твори багатьох сучасних авторів дісталися до найвіддаленіших областей Росії. «Нива» — один з найбільш поширених журналів дореволюційної епохи, по ньому можна скласти доволі чітку картину її побуту, звичаїв і традицій. Слід зазначити, що сучасники досить неоднозначно оцінювали журнал. Так поет Інокентій Анненський в листі до Н. П. Бегичевої скаржився на банальність романсів, «схожих один на одного, як красуні з „Ниви“».
Після смерті А. Ф. Маркса, «Нива» не залишилася незмінною. На довгі роки редактором її стає письменник-балетоман, близький до кола С. П. Дягілєва Валеріан Якович Івченко, літературний псевдонім «В. Я. Свєтлов». Можливо, завдяки йому на сторінках журналу так чи інакше представлені всі великі літературні сили «срібного віку». Журнал регулярно знайомить читача з останніми художніми виставками. Навіть традиційне для «Ниви» шаховий огляд веде в ці роки така значна фігура «срібного віку», як Є. О. Зноско-Боровський, поціновувачем якого був В. В. Набоков. Таким чином, журнал зазнає утисків зі сторони літературної «аристократії» у 1870-80 роки за свою обивательську аудиторію (наприклад, М. Є. Салтикова-Щедріна і колом «Вітчизняних записок», стає досить «елітним» виданням і безумовно виділяється з безлічі масових невибагливих тонких журналів, розрахованих на «строкатого» читача, того читача, який міг читати його і в бібліотеці, і в вагоні потяга.

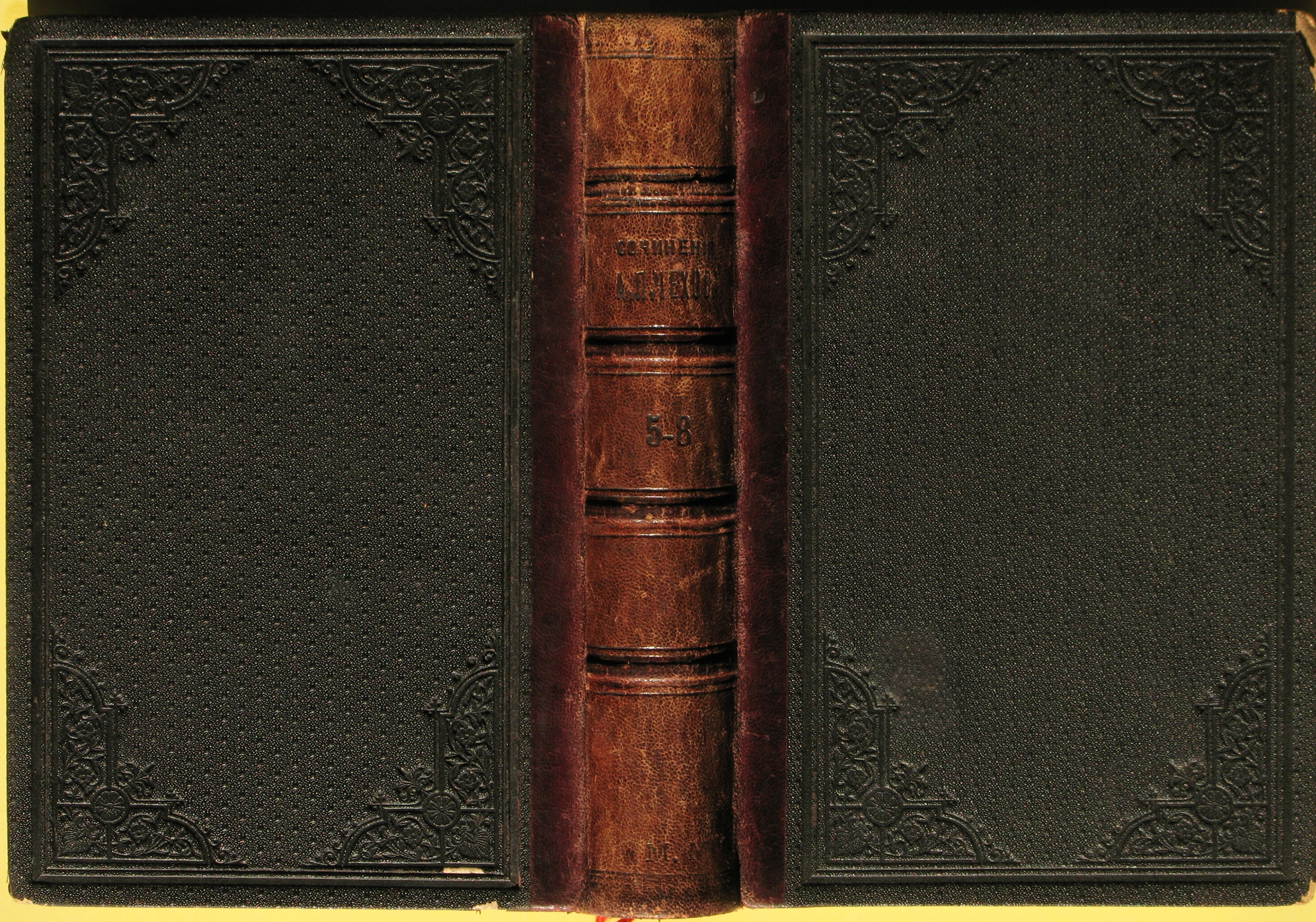
Обкладинка зібрання творів в 16 томах А. Чехов а, 1903. Тома висилалися передплатникам в м'яких обкладинках, а після виходу можна було замовити у видавництві окремо палітурки

У середині 1960-х рр. була спроба відновити випуск журналу з такою ж назвою і концепцією, але проіснував він недовго.